# Ballads of a Hangman
Ballads of a Hangman trinaesti je studijski album njemačkog heavy metal-sastava Grave Digger. Diskografska kuća Napalm Records objavila ga je 9. siječnja 2009. godine. Prvi je album sastava na kojem su svirala dva gitarista i jedini na kojem se pojavio Thilo Hermann i posljednji na kojem je svirao Manni Schmidt.

## Popis pjesama
Tekstovi: Chris Boltendahl, glazba: Boltendahl, Thilo Hermann i Manni Schmidt.
| 1.    | »The Gallows Pole« (instrumentalna skladba) | 0:52 |
| 2.    | »Ballad of a Hangman«                       | 4:46 |
| 3.    | »Hell of Disillusion«                       | 3:56 |
| 4.    | »Sorrow of the Dead«                        | 3:25 |
| 5.    | »Grave of the Addicted«                     | 3:33 |
| 6.    | »Lonely the Innocence Dies«                 | 5:45 |
| 7.    | »Into the War«                              | 3:31 |
| 8.    | »The Shadow of Your Soul«                   | 4:14 |
| 9.    | »Funeral for a Fallen Angel«                | 4:31 |
| 10.   | »Stormrider«                                | 3:16 |
| 11.   | »Pray«                                      | 3:36 |
| 41:25 |                                             |      |

| Bonus pjesme | Bonus pjesme                        | Bonus pjesme | Bonus pjesme | Bonus pjesme | Bonus pjesme | Bonus pjesme | Bonus pjesme | Bonus pjesme | Bonus pjesme |
| Br.          | Skladba                             | Trajanje     |              |              |              |              |              |              |              |
| ------------ | ----------------------------------- | ------------ | ------------ | ------------ | ------------ | ------------ | ------------ | ------------ | ------------ |
| 12.          | »Jailbreaker« (obrada Thin Lizzyja) | 4:05         |              |              |              |              |              |              |              |
| 13.          | »Overkill« (obrada Motörheada)      | 4:33         |              |              |              |              |              |              |              |
| 14.          | »My Blood Will Live Forever«        | 4:02         |              |              |              |              |              |              |              |
| 15.          | »When the Sun Goes Down«            | 3:56         |              |              |              |              |              |              |              |
| 58:01        |                                     |              |              |              |              |              |              |              |              |

## Zasluge
| Grave Digger - Chris Boltendahl – vokali, produkcija, koncept naslovnice - Thilo Hermann – gitara, prateći vokali, inženjer zvuka - Manni Schmidt – gitara, prateći vokali, inženjer zvuka - Jens Becker – bas-gitara - Stefan Arnold – bubnjevi - H.P. Katzenburg – klavijature | Dodatni glazbenici - Veronica Freeman – dodatni vokali (na pjesmi "Lonely the Innocence Dies") Ostalo osoblje - Jörg Umbreit – produkcija, inženjer zvuka, miks - Vincent Sorg – produkcija, inženjer zvuka, miks, mastering - Jens Howorka – fotografije - Gyula Havencsák – naslovnica albuma |